# Сафа Гиреј
Сафа Гиреј (рус. Сафа Герай, татарски језик: Safa Gäräy;Сафа Гәрәй;صفا گرای), кримскотатарски језик: Safa Geray;صفا گرای ). Рођен је 1510. у Бахчисарају, Кримски канат, умро 1549. у Казању, Казањски канат. Био је казањски кан за време (1524—1531, 1536—1546, јул 1546 — март 1549).

## Биографија
Син кримског царевића Фетих Гираја и мајке Џелал Султан, унука ногајского мурза (аристократски назив код туркијских народа, слично кнезу) Хаџика, нећак и наследник казанскога кана Сахиба Гиреја (1521-1524).
После одласка свог ујака Сахиб Гираја из Казања у Кримски канат 13-годишњи Сафа Гирај преузео је хански престол (Казањски канат)  1524. године, уз подршку казањских карачибеков на челу са Булатом Ширином. Признао је вазалство отоманском  султану. Са кримскотатарском војском је водио нападе на Москву (1536—1537, 1541—1542, 1548).
У 1531. године био протеран од стране казањских племича а место кана је преузео московски штићеник Џан-Алија, све до 1535. године, када је Сафа Гирај вратио себи ханский престо у Казану уз помоћ кримскотатарске војске. Ступио је у брак са Сјујумбике, бившом супругом Џан-Алије, кћерком ногајского бега Јусуфа (1549-1554).
У почетку 1546. године због немира био је приморан да се повуче у Ногајску Хорду, код својег тече, бегу Јусуфу. У јулу 1546. године уз помоћ ногајске војске, на челу са сином бега Јусуфа, Јунусом заузме Казањ. Шах-Алија побегне у Москву. Када је утврдио власт у Казању, помоћнику Јунусу није доделио назив мангисткога бека Казања.

## Породица
Имао је синове Буљука, Мубарака, Утјамиша и једног сина са руском конкубином.

## Смрт
Казањски кан Сафа-Гиреј преминуо је у 1549. години у нејасним околностима (руски историчар Николај Карамзин пише да се кан "пијан убио у палати". Ова верзија је доведена у питање од историчара Михаила Худјакова.